# Margarete Neff
Margarete Neff (* 8. Jänner 1892 als Grethe Neff in Wien, Österreich-Ungarn; † 1984 in New York City, Vereinigte Staaten) war eine österreichische Schauspielerin.

## Leben und Wirken
Die gebürtige Wienerin begann ihre Theaterlaufbahn im Alter von 17 Jahren in Berlin. Nach einem Abstecher ans Hoftheater von Meiningen sowie nach Prag und der ersten Filmrolle im heimatlichen Wien (als Mutter 1915 in der Anzengruber-Verfilmung „Der Meineidbauer“) war Margarete Neff seit 1918 erneut in Berlin tätig. Dort sah man sie vor allem am Theater, in den frühen Nachkriegsjahren (1919–21) wirkte die Künstlerin aber auch in einer Reihe von (minder bedeutenden) Filmen mit. Infolge der Heirat 1921 mit dem deutschen Kollegen Rudolf Klein-Rogge zog sich Neff vorübergehend von der Schauspielerei zurück; 1931 erfolgte die Scheidung.
Ende der 1920er Jahre spielte sie in Meiningen erneut Theater. Bis 1935 gehörte Margarete Neff dem Ensemble des Deutschen Nationaltheaters Weimar an, ehe sie im Juni 1936 als überzeugte Protestantin sich massiv verfolgt fühlte und nach Wien heimkehrte. Dort wurde am 10. November 1938 infolge der sogenannten Reichskristallnacht ihr jüdischer Ehemann Alfred Junck verhaftet und beider Wohnung verwüstet. Nachdem Junck nach Neffs intensiven Bemühungen, ihn wieder freizubekommen, 16 Tage darauf infolge der Intervention von Emmy Göring bei ihrem Mann Hermann Göring entlassen wurde und in die Wohnung heimgekehrt war, emigrierte das Ehepaar im März 1939 in die Schweiz. Von dort wanderte die Wiener Schauspielerin im Mai 1939 in die USA aus. Hier spielte Margarete Neff nur noch etwas Emigrantentheater bei den Players from Abroad. Nach dem Zweiten Weltkrieg blieb sie in den Vereinigten Staaten.

## Filmografie
- 1915: Der Meineidbauer
- 1919: Die Liebe der Marion Bach
- 1919: Im Bahnwärterhäusel
- 1920: Armer kleiner Pierrot
- 1920: Der letzte Hohenhaus
- 1920: Die Mali
- 1920: Hyänen auf dem Schlachtfelde des Lebens. 2. Die Apachen von Paris
- 1921: Dämonische Treue
- 1921: Die Nächte des Cornelis Brouwer